# Centrul Sanki Sliding
Centrul Sanki Sliding (în rusă Центр Санки) este locul de desfășurare al întrecerilor de bob, sanie inclusiv cele din cadrul competițiilor de skeleton la Jocurile Olimpice de iarnă din 2014. Acesta se află la Rzhanaia Poliana, la 60 de kilometri distanță de orașul rus Soci din subiectul federal Krasnodar.

## Caracteristici
Centrul Sanki Sliding este locul de competiție pentru bob, skeleton și sanie. Construită în Resortul Alpika Service Mountain Ski, această pistă de gheață a fost prevăzută cu o capacitate de 5.000 locuri pentru spectatori. Pista de 1,5 km dispune de 18 de cotituri și o linie verticală de 131,9 m, având o tehnologie inovatoare de pregătire a gheții pentru asigurarea controlului optim al temperaturii de-a lungul întregii lungimi a pistei.